# Campeonato Europeu de Atletismo em Pista Coberta de 2023 - Heptatlo masculino
A prova do heptatlo masculino do Campeonato Europeu de Atletismo em Pista Coberta de 2023 foi disputada entre os dias 4 e 5 de março de 2023 na Ataköy Athletics Arena, em Istambul, na Turquia.

## Recordes
Antes desta competição, os recordes mundiais e do campeonato nesta prova eram os seguintes:
|                       | Nome         | Nacionalidade  | Pontos   | Local    | Data                |
| --------------------- | ------------ | -------------- | -------- | -------- | ------------------- |
| Recorde mundial       | Ashton Eaton | Estados Unidos | 6645 pts | Istambul | 10 de março de 2012 |
| Recorde europeu       | Kevin Mayer  | França         | 6479 pts | Belgrado | 5 de março de 2017  |
| Recorde do campeonato | Kevin Mayer  | França         | 6479 pts | Belgrado | 5 de março de 2017  |

## Medalhistas
| Ouro              | Prata                 | Bronze                |
| Kevin Mayer (FRA) | Sander Skotheim (NOR) | Risto Lillemets (EST) |

## Cronograma
Todos os horários são locais (UTC +3).
| Data       | Hora  | Evento                  |
| ---------- | ----- | ----------------------- |
| 4 de março | 09:00 | 60 metros               |
| 4 de março | 09:40 | Salto em distância      |
| 4 de março | 1105  | Arremesso de peso       |
| 4 de março | 18:35 | Salto em altura         |
| 5 de março | 10:00 | 60 metros com barreiras |
| 5 de março | 11:08 | Salto com vara          |
| 5 de março | 19:40 | 1000 metros             |

### 60 metros
A prova foi realizada às 09:00 no dia 6 de março.
| Posição | Bateria | Raia | Atleta                    | Nacionalidade | Tempo | Notas                | Pontos |
| ------- | ------- | ---- | ------------------------- | ------------- | ----- | -------------------- | ------ |
| 1       | 2       | 7    | Simon Ehammer             | Suíça         | 6.80  | =                    | 955    |
| 2       | 2       | 3    | Manuel Eitel              | Alemanha      | 6.81  | Recorde da temporada | 951    |
| 3       | 2       | 5    | Kevin Mayer               | França        | 6.85  | =                    | 936    |
| 4       | 2       | 4    | Hans-Christian Hausenberg | Estónia       | 6.86  |                      | 933    |
| 5       | 2       | 2    | Dario Dester              | Itália        | 6.93  |                      | 907    |
| 6       | 2       | 6    | Jorge Ureña               | Espanha       | 6.96  |                      | 897    |
| 7       | 2       | 8    | Makenson Gletty           | França        | 6.96  |                      | 897    |
| 8       | 1       | 2    | Sander Skotheim           | Noruega       | 7.05  |                      | 865    |
| 8       | 1       | 8    | Risto Lillemets           | Estónia       | 7.05  |                      | 865    |
| 10      | 1       | 7    | Ondřej Kopecký            | Chéquia       | 7.09  |                      | 851    |
| 11      | 1       | 6    | Kai Kazmirek              | Alemanha      | 7.19  | Recorde da temporada | 816    |
| 12      | 1       | 5    | Maicel Uibo               | Estónia       | 7.31  |                      | 775    |
| 13      | 1       | 4    | Tim Nowak                 | Alemanha      | 7.37  | Recorde da temporada | 755    |
| 14      | 1       | 3    | Marcus Nilsson            | Suécia        | 7.39  |                      | 749    |

### Salto em distância
A prova foi realizada às 09:40 no dia 4 de março.
| Posição | Atleta                    | Nacionalidade | #1   | #2   | #3   | Resultado | Notas                | Pontos | Total |
| ------- | ------------------------- | ------------- | ---- | ---- | ---- | --------- | -------------------- | ------ | ----- |
| 1       | Hans-Christian Hausenberg | Estónia       | X    | 7.63 | 7.81 | 7.81      | Recorde da temporada | 1012   | 1945  |
| 2       | Sander Skotheim           | Noruega       | 7.56 | 7.60 | 7.48 | 7.60      |                      | 960    | 1825  |
| 3       | Kevin Mayer               | França        | 7.41 | 7.38 | X    | 7.41      | Recorde da temporada | 913    | 1849  |
| 4       | Ondřej Kopecký            | Chéquia       | 7.23 | X    | 7.36 | 7.36      |                      | 900    | 1751  |
| 5       | Dario Dester              | Itália        | 7.28 | 7.21 | 7.17 | 7.28      |                      | 881    | 1788  |
| 6       | Jorge Ureña               | Espanha       | 6.49 | X    | 7.25 | 7.25      |                      | 874    | 1771  |
| 7       | Manuel Eitel              | Alemanha      | 7.18 | 7.11 | 7.19 | 7.19      | Recorde da temporada | 859    | 1810  |
| 8       | Makenson Gletty           | França        | 6.84 | 6.33 | 7.18 | 7.18      | =                    | 857    | 1754  |
| 9       | Maicel Uibo               | Estónia       | 7.16 | X    | 7.00 | 7.16      | =                    | 852    | 1627  |
| 10      | Tim Nowak                 | Alemanha      | 6.90 | 6.85 | 7.06 | 7.06      | Recorde da temporada | 828    | 1583  |
| 11      | Kai Kazmirek              | Alemanha      | 6.95 | 6.98 | 7.01 | 7.01      |                      | 816    | 1632  |
| 12      | Risto Lillemets           | Estónia       | 6.51 | 6.91 | 6.79 | 6.91      |                      | 792    | 1657  |
| 13      | Marcus Nilsson            | Suécia        | X    | 6.82 | 6.82 | 6.82      | Recorde da temporada | 771    | 1520  |
|         | Simon Ehammer             | Suíça         | X    | X    | X    | NM        |                      | 0      | 955   |

### Arremesso de peso
A prova foi realizada às 11:05 no dia 4 de março.
| Posição | Atleta                    | Nacionalidade | #1    | #2    | #3    | Resultado | Notas                | Pontos | Total |
| ------- | ------------------------- | ------------- | ----- | ----- | ----- | --------- | -------------------- | ------ | ----- |
| 1       | Makenson Gletty           | França        | 15.74 | X     | 16.07 | 16.07     | Recorde pessoal      | 856    | 2610  |
| 10      | Hans-Christian Hausenberg | Estónia       | 13.63 | X     | 13.47 | 13.63     | Recorde da temporada | 706    | 2651  |
| 8       | Sander Skotheim           | Noruega       | 13.82 | X     | 14.09 | 14.09     |                      | 734    | 2559  |
| 2       | Kevin Mayer               | França        | 15.62 | X     | 15.81 | 15.81     |                      | 840    | 2689  |
| 3       | Manuel Eitel              | Alemanha      | 15.27 | X     | 14.93 | 15.27     | Recorde pessoal      | 806    | 2616  |
| 4       | Tim Nowak                 | Alemanha      | 14.94 | X     | -     | 14.94     | Recorde da temporada | 786    | 2369  |
| 5       | Marcus Nilsson            | Suécia        | 14.72 | 14.62 | 14.77 | 14.77     |                      | 776    | 2296  |
| 6       | Maicel Uibo               | Estónia       | 14.62 | 14.69 | X     | 14.69     |                      | 771    | 2398  |
| 7       | Risto Lillemets           | Estónia       | 14.50 | 14.48 | 14.59 | 14.59     | Recorde da temporada | 765    | 2422  |
| 8       | Sander Skotheim           | Noruega       | 13.82 | X     | 14.09 | 14.09     |                      | 734    | 2559  |
| 9       | Kai Kazmirek              | Alemanha      | 13.23 | 13.94 | 13.07 | 13.94     | Recorde da temporada | 725    | 2357  |
| 11      | Jorge Ureña               | Espanha       | 13.58 | 13.29 | X     | 13.58     |                      | 703    | 2474  |
| 12      | Ondřej Kopecký            | Chéquia       | 13.57 | 13.53 | 13.12 | 13.57     |                      | 702    | 2453  |
|         | Dario Dester              | Itália        | DNS   | DNS   | DNS   | DNS       | DNS                  | DNS    | DNS   |
|         | Simon Ehammer             | Suíça         | DNS   | DNS   | DNS   | DNS       | DNS                  | DNS    | DNS   |

### Salto em altura
A prova foi realizada às 18:35 no dia 4 de março.
| Posição | Atleta                    | Nacionalidade | 1.86 | 1.89 | 1.92 | 1.95 | 1.98 | 2.01 | 2.04 | 2.07 | 2.10 | 2.13 | 2.16 | 2.19 | 2.22 | Resultado | Notas | Pontos               | Total |
| ------- | ------------------------- | ------------- | ---- | ---- | ---- | ---- | ---- | ---- | ---- | ---- | ---- | ---- | ---- | ---- | ---- | --------- | ----- | -------------------- | ----- |
| 1       | Sander Skotheim           | Noruega       | –    | –    | –    | –    | –    | o    | –    | o    | xo   | xo   | xo   | xxo  | xxx  | 2.19      | 982   | CB                   | 3541  |
| 2       | Risto Lillemets           | Estónia       | –    | –    | o    | o    | xo   | xo   | o    | o    | xxx  |      |      |      |      | 2.07      | 868   | =                    | 3290  |
| 3       | Jorge Ureña               | Espanha       | o    | –    | xxo  | –    | o    | xxo  | xxx  |      |      |      |      |      |      | 2.01      | 813   | Recorde da temporada | 3287  |
| 4       | Manuel Eitel              | Alemanha      | –    | o    | xxo  | o    | xxo  | xxo  | xxx  |      |      |      |      |      |      | 2.01      | 813   | Recorde pessoal      | 3429  |
| 5       | Kevin Mayer               | França        | –    | –    | –    | o    | xxo  | xxx  |      |      |      |      |      |      |      | 1.98      | 785   | Recorde da temporada | 3474  |
| 6       | Hans-Christian Hausenberg | Estónia       | –    | o    | –    | xo   | xxx  |      |      |      |      |      |      |      |      | 1.95      | 758   | Recorde da temporada | 3409  |
| 6       | Tim Nowak                 | Alemanha      | –    | –    | –    | xo   | –    | xxx  |      |      |      |      |      |      |      | 1.95      | 685   | Recorde da temporada | 3127  |
| 8       | Makenson Gletty           | França        | –    | xo   | xxo  | xo   | xxx  |      |      |      |      |      |      |      |      | 1.95      | 758   | Recorde da temporada | 3368  |
| 9       | Kai Kazmirek              | Alemanha      | –    | o    | o    | xxo  | xxx  |      |      |      |      |      |      |      |      | 1.95      | 758   | Recorde da temporada | 3115  |
| 11      | Ondřej Kopecký            | Chéquia       | xo   | o    | xo   | xxx  |      |      |      |      |      |      |      |      |      | 1.92      | 731   |                      | 3184  |
| 12      | Ondřej Kopecký            | Chéquia       | DNS  | DNS  | DNS  | DNS  | DNS  | DNS  | DNS  | DNS  | DNS  | DNS  | DNS  | DNS  | DNS  | DNS       | DNS   | DNS                  | DNS   |

### 60 metros com barreiras
A prova foi realizada às 10:00 no dia 5 de março.
| Posição | Bateria | Raia | Atleta                    | Nacionalidade | Resultado | Notas                | Pontos | Total |
| ------- | ------- | ---- | ------------------------- | ------------- | --------- | -------------------- | ------ | ----- |
| 1       | 2       | 3    | Kevin Mayer               | França        | 7.76      | Recorde da temporada | 1043   | 4517  |
| 2       | 2       | 5    | Jorge Ureña               | Espanha       | 7.83      |                      | 1025   | 4312  |
| 3       | 2       | 4    | Hans-Christian Hausenberg | Estónia       | 8.00      |                      | 982    | 4391  |
| 4       | 2       | 7    | Risto Lillemets           | Estónia       | 8.05      |                      | 969    | 4259  |
| 5       | 1       | 6    | Sander Skotheim           | Noruega       | 8.05      |                      | 969    | 4510  |
| 6       | 2       | 6    | Makenson Gletty           | França        | 8.06      |                      | 967    | 4335  |
| 7       | 2       | 2    | Ondřej Kopecký            | Chéquia       | 8.15      |                      | 944    | 4128  |
| 8       | 1       | 4    | Manuel Eitel              | Alemanha      | 8.15      | Recorde da temporada | 944    | 4373  |
| 9       | 1       | 2    | Tim Nowak                 | Alemanha      | 8.23      | Recorde da temporada | 925    | 4052  |
| 10      | 1       | 5    | Kai Kazmirek              | Alemanha      | 8.25      |                      | 920    | 4035  |
| 11      | 1       | 3    | Marcus Nilsson            | Suécia        | 8.56      |                      | 846    | 3900  |

### Salto com vara
A prova foi realizada às 11:08 no dia 5 de março.
| Posição | Atleta                    | Nacionalidade | 4.40 | 4.50 | 4.60 | 4.70 | 4.80 | 4.90 | 5.00 | 5.10 | 5.20 | 5.30 | 5.40 | Resultado | Notas | Pontos               | Total |
| ------- | ------------------------- | ------------- | ---- | ---- | ---- | ---- | ---- | ---- | ---- | ---- | ---- | ---- | ---- | --------- | ----- | -------------------- | ----- |
| 1       | Kevin Mayer               | França        | –    | –    | –    | –    | –    | –    | o    | –    | o    | o    | xxx  | 5.30      | 1004  | Recorde da temporada | 5521  |
| 2       | Risto Lillemets           | Estónia       | –    | –    | –    | –    | o    | o    | o    | o    | xxx  |      |      | 5.10      | 941   | =                    | 5200  |
| 3       | Marcus Nilsson            | Suécia        | –    | –    | –    | –    | xo   | –    | o    | o    | xxx  |      |      | 5.10      | 941   |                      | 4841  |
| 4       | Sander Skotheim           | Noruega       | –    | –    | –    | o    | o    | xo   | xo   | xxx  |      |      |      | 5.00      | 910   | Recorde pessoal      | 5420  |
| 5       | Kai Kazmirek              | Alemanha      | –    | –    | –    | –    | o    | –    | xxx  |      |      |      |      | 4.80      | 849   | Recorde da temporada | 4884  |
| 5       | Ondřej Kopecký            | Chéquia       | –    | –    | o    | –    | o    | –    | xxx  |      |      |      |      | 4.80      | 849   |                      | 4977  |
| 7       | Manuel Eitel              | Alemanha      | o    | xo   | o    | o    | xxo  | xxx  |      |      |      |      |      | 4.80      | 849   | Recorde da temporada | 5222  |
| 8       | Jorge Ureña               | Espanha       | –    | xxo  | –    | –    | xxo  | xxx  |      |      |      |      |      | 4.80      | 849   |                      | 5161  |
| 9       | Tim Nowak                 | Alemanha      | –    | o    | o    | o    | xxx  |      |      |      |      |      |      | 4.70      | 819   | Recorde da temporada | 4871  |
|         | Makenson Gletty           | França        | –    | xxx  |      |      |      |      |      |      |      |      |      | NM        | 0     |                      | 4335  |
|         | Hans-Christian Hausenberg | Estónia       | –    | –    | –    | –    | –    | xxx  |      |      |      |      |      | NM        | 0     |                      | 4391  |

### 1000 metros
A prova foi realizada às 19:40 no dia 5 de março.
| Posição | Atleta                    | Nacionalidade | Resultado | Notas                | Pontos | Total |
| ------- | ------------------------- | ------------- | --------- | -------------------- | ------ | ----- |
| 1       | Sander Skotheim           | Noruega       | 2:37.82   | =                    | 898    | 6318  |
| 2       | Risto Lillemets           | Estónia       | 2:39.50   |                      | 879    | 6079  |
| 3       | Tim Nowak                 | Alemanha      | 2:41.61   | Recorde da temporada | 856    | 5727  |
| 4       | Marcus Nilsson            | Suécia        | 2:43.39   | Recorde da temporada | 836    | 5677  |
| 5       | Kevin Mayer               | França        | 2:44.20   | Recorde pessoal      | 898    | 6348  |
| 6       | Manuel Eitel              | Alemanha      | 2:44.45   | Recorde pessoal      | 825    | 6047  |
| 7       | Ondřej Kopecký            | Chéquia       | 2:45.36   |                      | 815    | 5792  |
| 8       | Jorge Ureña               | Espanha       | 2:46.26   |                      | 805    | 5966  |
| 9       | Makenson Gletty           | França        | 2:46.93   |                      | 798    | 5133  |
| 10      | Hans-Christian Hausenberg | Estónia       | 3:06.57   | Recorde da temporada | 601    | 4992  |
| 11      | Kai Kazmirek              | Alemanha      | DNS       | DNS                  | DNS    | DNS   |

## Classificação final
A classificação final foi a seguinte.
| Posição           | Atleta                    | Nacionalidade | 60m  | SD   | AP    | SA   | 60 m C/B | SV   | 1000 m  | Pontos | Notas                |
| ----------------- | ------------------------- | ------------- | ---- | ---- | ----- | ---- | -------- | ---- | ------- | ------ | -------------------- |
| Medalha de ouro   | Kevin Mayer               | França        | 6.85 | 7.41 | 15.81 | 1.98 | 7.76     | 5.30 | 2:44.20 | 6348   | EL                   |
| Medalha de prata  | Sander Skotheim           | Noruega       | 7.05 | 7.60 | 14.09 | 2.19 | 8.05     | 5.00 | 2:37.82 | 6318   | Recorde nacional     |
| Medalha de bronze | Risto Lillemets           | Estónia       | 7.05 | 6.91 | 14.59 | 2.07 | 8.05     | 5.10 | 2:39.50 | 6079   | Recorde da temporada |
| 4                 | Manuel Eitel              | Alemanha      | 6.81 | 7.19 | 15.27 | 2.01 | 8.15     | 4.80 | 2:44.45 | 6047   | Recorde pessoal      |
| 5                 | Jorge Ureña               | Espanha       | 6.96 | 7.25 | 13.58 | 2.01 | 7.83     | 4.80 | 2:46.26 | 5966   |                      |
| 6                 | Ondřej Kopecký            | Chéquia       | 7.09 | 7.36 | 13.57 | 1.92 | 8.15     | 4.80 | 2:45.36 | 5792   |                      |
| 7                 | Tim Nowak                 | Alemanha      | 7.37 | 7.06 | 14.94 | 1.95 | 8.23     | 4.70 | 2:41.61 | 5727   | Recorde da temporada |
| 8                 | Marcus Nilsson            | Suécia        | 7.39 | 6.82 | 14.77 | 1.95 | 8.56     | 5.10 | 2:43.39 | 5677   | Recorde da temporada |
| 9                 | Makenson Gletty           | França        | 6.96 | 7.18 | 16.07 | 1.95 | 8.06     | NM   | 2:46.93 | 5133   |                      |
| 10                | Hans-Christian Hausenberg | Estónia       | 6.86 | 7.81 | 13.63 | 1.95 | 8.00     | NM   | 3:06.57 | 4992   | Recorde da temporada |
| 96                | Kai Kazmirek              | Alemanha      | 7.19 | 7.01 | 13.94 | 1.95 | 8.25     | 4.80 | DNS     | DNF    |                      |
| 97                | Maicel Uibo               | Estónia       | 7.31 | 7.16 | 14.69 | DNS  | –        | –    | –       | DNF    |                      |
| 98                | Dario Dester              | Itália        | 6.93 | 7.28 | DNS   | –    | –        | –    | –       | DNF    |                      |
| 99                | Simon Ehammer             | Suíça         | 6.80 | NM   | DNS   | –    | –        | –    | –       | DNF    |                      |

Legenda
| Recorde mundial       | Recorde mundial (World record)               |                       | Recorde africano                      | Recorde africano (African) |                                           | Q | Classificado por posição (Qualified) |
| Recorde do campeonato | Recorde do campeonato (Championship record)  | Recorde da América    | Recorde da América (Americas)         | q                          | Classificado por melhor tempo (Qualified) |   |                                      |
| Melhor marca do ano   | Melhor marca do ano (World leading)          | Recorde asiático      | Recorde asiático (Asian)              | DNS                        | Não largou (Did not start)                |   |                                      |
| Recorde nacional      | Recorde nacional (National record)           | Recorde europeu       | Recorde europeu (European)            | DNF                        | Não terminou (Did not finish)             |   |                                      |
| Recorde pessoal       | Recorde pessoal do atleta (Personal best)    | Recorde da Oceania    | Recorde da Oceania (Oceania)          | DSQ / DQ                   | Desclassificado (Disqualified)            |   |                                      |
| Recorde da temporada  | Recorde da temporada do atleta (Season best) | Recorde sul-americano | Recorde sul-americano (South America) | NM                         | Sem marca (No mark)                       |   |                                      |